# Nicolas Isimat-Mirin
Nicolas Johnny Isimat-Mirin er en fransk forsvarsspiller, født den 15. November 1991, i Meudon i Frankrig, 28 år, han er 1,87 meter høj og vejer 82 kg.
Han startede sin ungdomskarriere i Clairefontaine, i perioden 2004 til 2007, og i perioden 2007 til 2009, i Rennes, og i perioden 2009 til 2010, var han i Valenciennes.
Han startede sin professionelle karriere i 2010, hvor han startede med at være i Valenciennes, i perioden 2010 til 2013, så kom han til Monaco, i perioden 2013 til 2015, monaco, lånte ham ud til PSV, i perioden 2014 til 2015, så købte PSV, ham de havde ham i perioden 2015 til 2019, så købte Besiktas, ham de har ham endnu men de har lånt ham ud til Toulouse FC.